# Cratere Saratoga
Saratoga è un cratere sulla superficie di Gaspra.